# Keda (municipalité)
La municipalité de Keda (en géorgien : ქედის მუნიციპალიტეტი) est un district de la région d'Adjarie en Géorgie. 
La ville principale en est Keda, et il est composé de 60 villages. 

## Géographie
Il est situé principalement dans la vallée de la rivière Adjaristskhali et comporte dans sa partie sud le mont Ghoma qui culmine à 2 441 mètres. Il couvre 452 kilomètres-carrés. Son climat est subtropical.
Il est entouré des districts de Kobouléti, Khelvachaouri et de Chouakhévi, ainsi que par la Turquie au sud.

La rivière Acharistsqali, qui traverse Keda

## Nature
La végétation varie en fonction de l'altitude, azalées, canneberges, lauriers cerises et rhododendrons en plaine, châtaigniers, hêtres et conifères plus en hauteur. Le climat permet la culture de cerisiers, néfliers, noyers, plaqueminiers, poiriers, pommiers et pruniers.   
Une faune abondante y est encore présente, serpents d'Ankara, hérissons et blaireaux, mais aussi chacals, chevreuils, cerfs, loups, renards, sangliers et ours bruns. Différentes espèces d'oiseaux y subsistent, communes comme l'alouette, le merle, la pie, le rossignol ou comme différents oiseaux de proie.

## Histoire
Le district comporte plusieurs monuments historiques, dont des églises anciennes à Makhuntseti, Zesopeli et Namonastrevi, ainsi que des ponts à Tsonarisi and Dandalo.

## Démographie
Il comptait 19 928 habitants au recensement de 1989, 20 024 habitants à celui de 2002 et 16 760 habitants à celui de 2014.